# البهائية في أستراليا
للدين البهائي تاريخ طويل في أستراليا. كان أول ذكر معروف للأحداث المتعلقة بتاريخ الدين هو عدة تقارير في الصحف الأسترالية في عام 1846. بعد الإشارات المتفرقة، كانت نقطة التحول هي الإشارة إلى أستراليا من قبل عبد البهاء، نجل مؤسس الدين، في عام 1916 وبعد ذلك جاء المهاجران البريطاني/الأمريكي جون وكلارا دان إلى أستراليا في عام 1920. وقد وجدوا أشخاصًا على استعداد للتحول إلى الديانة البهائية في العديد من المدن، في حين وصل أيضًا المزيد من المهاجرين البهائيين. تم انتخاب أول جمعية روحية محلية في ملبورن تلاها أول انتخاب للجمعية الروحية الوطنية في عام 1934. كان البهائيون الإيرانيون قد حاولوا الهجرة إلى أستراليا لأول مرة في عام 1948 ولكن تم رفضهم باعتبارهم «آسيويين» بموجب سياسة أستراليا البيضاء. ورغم أن الوضع أصبح أكثر هدوءاً في الستينيات والسبعينيات، إلا أنه عشية الثورة الإيرانية عام 1978، كان هناك ما يقرب من 50 إلى 60 عائلة بهائية فارسية في أستراليا. وقد وصل الفرس، بما في ذلك البهائيون، بأعداد كبيرة بعد الثورة. انظر اضطهاد البهائيين في إيران. منذ ثمانينيات القرن العشرين، أصبح البهائيون في أستراليا منخرطين وتحدثوا عن عدد من القضايا المدنية – من المبادرات المشتركة بين الأديان مثل غذاء الروح إلى المؤتمرات حول القضايا الأصلية والسياسات الوطنية للمساواة في الحقوق والأجر مقابل العمل. يشمل البهائيون في أستراليا بعض الأشخاص المعروفين (انظر أدناه – التعرض الوطني).
كان تعداد عام 1996 يتضمن سؤالاً اختياريًا حول الدين أجاب عليه 74% من المستجيبين، ومن بينهم 8،947 أشاروا إلى أنهم بهائيون. تم إحصاء المجتمع حسب تعداد عام 2001 بحوالي 11،000 فردًا. أفادت بيانات التعداد السكاني لعام 2016 بوجود 13،988. تشير تقديرات جمعية أرشيفات بيانات الأديان (التي تعتمد على قاعدة بيانات المسيحيين العالميين) إلى وجود حوالي 19365 بهائيًا في عام 2010.

## التاريخ الأقدم
كان أول ذكر معروف للأحداث المتعلقة بتاريخ الدين هو عدة تقارير في الصحف الأسترالية في عام 1846:
- صحيفة مورنينج كرونيكل [الإنجليزية] (التي أعيدت تسميتها لاحقًا) الصادرة في سيدني؛ 4 أبريل[14]
- جنوب أستراليا من أديلايد؛ 7 أبريل[15]
- صحيفة جنوب أستراليا [الإنجليزية] الصادرة في أديلايد؛ 11 أبريل[16]

كانت هذه إعادة طبع لمقالة نُشرت عام 1845 في صحيفة التايمز اللندنية والتي اعتمدت على ردود أفعال المسلمين تجاه الدين الجديد. كانت القصة الإخبارية المعروفة التالية التي تغطي الأحداث في تاريخ البهائيين في صحيفة أرغوس، بتاريخ 4 نوفمبر 1850 في ملبورن والتي تذكرها بإيجاز. في عام 1853 وقع حدث تسبب في معاناة كبيرة بين البابيين (الذين يعتبرهم البهائيون روادًا روحيين لدينهم). وقد تم إلقاء اللوم على البابيين في محاولة اغتيال شاه بلاد فارس. وقد حددت الدراسات الحديثة عنصرًا هامشيًا متميزًا عن جميع الجوانب الرئيسية للدين ومجتمعه وقيادته في ذلك الوقت، باعتباره المسؤول الفعلي. ومع ذلك، فإن التغطية الصحفية في ذلك الوقت كانت غالبًا ما تعكس وجهة نظر الحكومة الفارسية التي ألقت اللوم على البابيين، وتم في الواقع إعدام أعداد كبيرة من البابيين نتيجة لذلك.

### ألواح عبد البهاء للخطة الإلهية
كتب عبد البهاء سلسلة من الرسائل، أو الألواح، إلى أتباع الدين في الولايات المتحدة في عامي 1916 و1917؛ وقد تم تجميع هذه الرسائل في ألواح الخطة الإلهية. كانت الألواح السابعة والثامنة هي الأولى التي تذكر نقل الدين البهائي إلى أستراليا وقد كتبت في 11 و19 أبريل 1916، ولكن تأخر تقديمها في الولايات المتحدة حتى عام 1919 – بعد نهاية الحرب العالمية الأولى والإنفلونزا الإسبانية. وقد تم ترجمة هذه الألواح وتقديمها من قبل ميرزا أحمد سهراب في 4 أبريل 1919، ونشرت في مجلة نجم الغرب في 12 ديسمبر 1919.
(اللوح 7) «في اللحظة التي يحمل فيها المؤمنون الأمريكيون هذه الرسالة الإلهية من شواطئ أمريكا وتنتشر عبر قارات أوروبا وآسيا وأفريقيا وأستراليا وحتى جزر المحيط الهادئ، فإن هذا المجتمع سيجد نفسه راسخًا بشكل آمن على عرش السيادة الأبدية... إذا ذهب بعض المعلمين إلى جزر أخرى وأجزاء أخرى، مثل قارة أستراليا ونيوزيلندا وتسمانيا، وأيضًا إلى اليابان وروسيا الآسيوية وكوريا والهند الصينية الفرنسية وسيام ومستوطنات المضيق والهند وسيلان وأفغانستان، فستكون النتائج العظيمة قادمة.» (اللوح 8) «يجب على المعلمين المسافرين في اتجاهات مختلفة أن يعرفوا لغة البلد الذي سيدخلونه... باختصار، بعد هذه الحرب العالمية، اكتسب الناس قدرة غير عادية على الاستماع إلى التعاليم الإلهية، لأن حكمة هذه الحرب هي هذه: حتى يثبت للجميع أن نار الحرب تستهلك العالم، في حين أن أشعة السلام تنير العالم... وبالتالي، قد ينهض عدد من النفوس و... ويسارعون إلى جميع أنحاء العالم، وخاصة من أمريكا إلى أوروبا وأفريقيا وآسيا وأستراليا، ويسافرون عبر اليابان والصين.»

## التأسيس

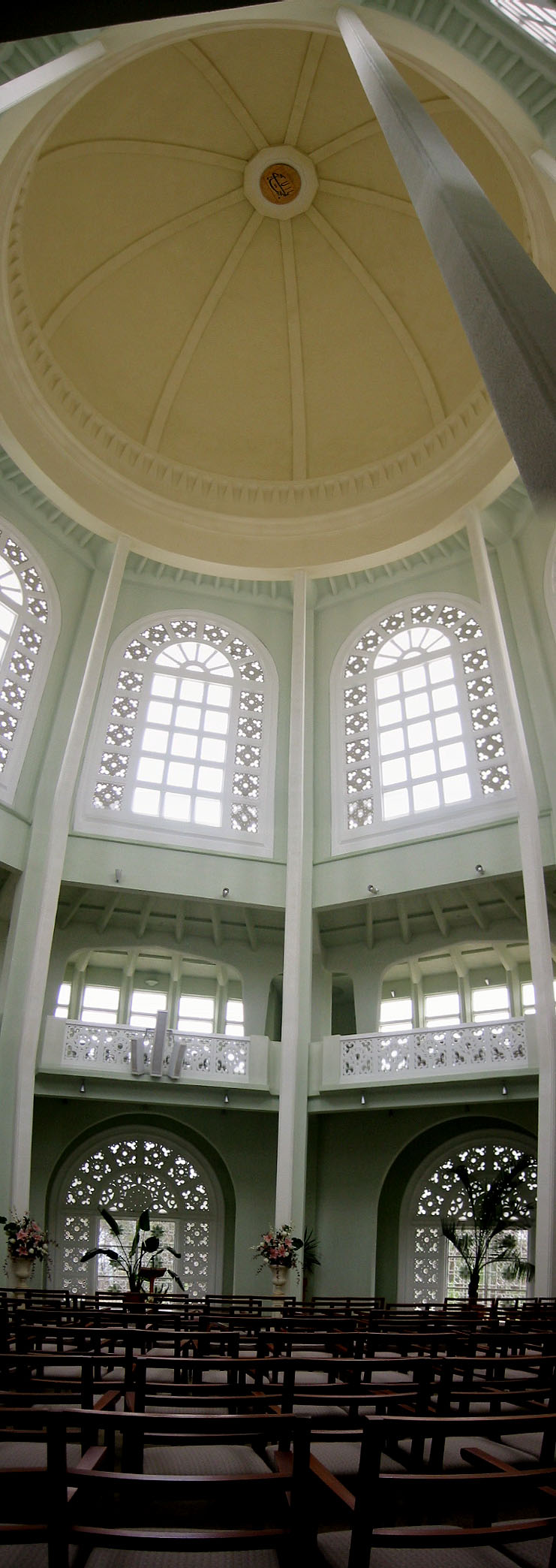
الجزء الداخلي من معبد سيدني البهائي

في عام 1920، أبحر الإنجليزي جون هايد دان وزوجته الأيرلندية كلارا إلى أستراليا من الولايات المتحدة حيث هاجرا إليها، واعتنقا الدين، والتقيا وتزوجا. توقفوا لفترة وجيزة في ساموا على طول الطريق. وكانا أول البهائيين الذين وطأت أقدامهم أرض أستراليا. في عام 1922 انضم الأستراليون الأوائل إلى الدين. كانا أوزوالد وايتاكر، طبيب عيون من سيدني، وإيفي بيكر، مصورة فوتوغرافية من ملبورن، وكانا عضوين في مجموعات ميتافيزيقية مختلفة. انتشرت أيضًا أخبار إعلان إيمان جون إيسلمونت عام 1915، وكتابه القادم بهاء الله والعصر الجديد، إلى بعض زملائه، ويليام وآني ميلر في أستراليا، واللذين أصبحا بهائيين في عشرينيات القرن العشرين. انتخب البهائيون في ملبورن أول جمعية روحية محلية لهم، وهي الأولى في كل أستراليا، في عام 1923، وكانت أغلبها من النساء العازبات أو الأرامل. ناضل المجتمع من أجل الحفاظ على نفسه لسنوات عديدة. تم انتخاب الجمعية الثانية لأستراليا في بيرث عام 1924. ألقت مارثا روت، المسافرة حول العالم، العديد من الكلمات في العديد من الاجتماعات العامة أثناء زيارتها إلى ملبورن في عام 1924 ومرة أخرى في عام 1939. في عام 1925 غادرت إفي بيكر أسترالياً أخرى مع مجموعة من المتحولين بالإضافة إلى مجموعة من نيوزيلندا في رحلة حج حيث مكثوا حوالي 19 يومًا ثم زاروا مجتمع الديانة البهائية في المملكة المتحدة. بدأت مجلة الأخبار هيرالد أوف ذا ساوث في النشر لنيوزيلندا وأستراليا أثناء رحلتهم من أوكلاند (تم نقل النشر إلى أديلايد أستراليا في عام 1931 ثم استمرت الجمعية الوطنية من حوالي عام 1945.) كما زار آل دان ومارثا روت هوبارت في تسمانيا حيث اعتنقت جيريتا لامبريل الدين واستمرت في دعم الدين في الجزيرة – وفي النهاية تم انتخابها للجمعية الروحية الوطنية وتم تعيينها لاحقًا فارسة من فرسان بهاءالله مع جلاد بارك، الذي سافر معها إلى جزر المجتمع (بولينيزيا الفرنسية الآن) في شرق المحيط الهادئ. خلال زيارات الجذور اللاحقة في كل مرة كان المجتمع البهائي ينمو في تسمانيا.
بعد انتقال مارغريت ديكسون ‏ مؤقتًا إلى سيدني من ملبورن التي ساعدت في انتخاب أول جمعية روحية محلية في سيدني في عام 1925 (في النهاية مارغريت ديكسون، وهي من أوائل رواد اللغة الإسبرانتو في بريسبان وأديلايد). وبينما رفض العديد من المتحولين الأوائل البقاء كبهائيين عندما تم الضغط عليهم لمغادرة جمعياتهم السابقة، انضم العديد من الآخرين إلى الدين. بحلول عام 1928، أظهرت القائمة أن أستراليا تضم 6 جمعيات روحية محلية، كل منها تضم 9 أعضاء بالإضافة إلى المجتمع العام. كان هناك إعلان في عام 1929 في صحيفة سيدني مورنينج هيرالد عن محاضرة عن عبد البهاء.

## التوسع
وسرعان ما ظهرت الجماعات البهائية في جميع أنحاء البلاد. بحلول عام 1934 كان هناك عدد كافٍ من البهائيين لانتخاب هيئة حاكمة وطنية، وهي أول جمعية روحية وطنية للبهائيين في أستراليا ونيوزيلندا. وكان المندوبون هم: روبرت براون، سيلفر جاكمان، هيلدا بروكس؛ إيه أو ويتاكر، هايد دان، أوليف روث؛ ومن نيوزيلندا السيدة إي. أكسفورد، إيثيل بلونديل، ومارجريت ستيفنسون. خلال أربعينيات القرن العشرين، ظهرت معارضة للدين. كتبت هيلدا بروكس، السكرتيرة الأولى للجمعية الوطنية، العديد من الردود على الهجمات العامة المختلفة. على مدى ستة أسابيع في عام 1943، أجرت محررة صحيفة ميتاجونج ستار تبادلاً للرسائل مع المحررة وبين قس وباحث كاثوليكي اختار أن يصف الدين بأنه نتاج للإسلام. وفي نفس العام، أدرجت صحيفة سيدني مورنينج هيرالد العديد من المحادثات التي أجراها البهائيون. في عام 1945 ردت على ملاحظات أحد المبشرين السابقين إلى إيران، في صحيفة أديلايد تشيرش جارديان. في عام 1957 انفصلت نيوزيلندا لتشكل جمعية وطنية خاصة بها. أنشأ المجلس الوطني مجلة البهائية الفصلية في عام 1936. كان أول رائد يصل إلى كاليدونيا الجديدة هو الأسترالية مارغريت رولينج في أوائل عام 1952. كانت ليليان وايس رائدة في ساموا الغربية من أستراليا في يناير 1954 تاركة وراءها منصبًا في الجمعية الروحية الوطنية لأستراليا في سن الرابعة والعشرين بينما قدم شقيقها فرانك وايس الدين في ذلك العام إلى جزر كوكوس. ونظير خدماتهما، منحهما حضرة شوقي أفندي وسام فارس بهاءالله. في عام 1955، كان فريد موراي من جنوب أستراليا من بين أوائل السكان الأصليين الذين أصبحوا بهائيين. كانت إليزابيث هندسون ‏ أول مواطنة أسترالية أصلية يتم انتخابها لتكون عضوًا في الجمعية الروحية الوطنية للبهائيين في أستراليا. بعد عقود من الخدمة في المجتمع الأسترالي، تميز كوليس فيذرستون بتعيينه يدًا لقضية الله في عام 1957 (توفي عام 1990) وكان هو وأربعة أيادٍ آخرين حاضرين في المؤتمر الدولي الأول الذي استضافته الجماعة البهائية الأسترالية في مارس 1958 عندما اجتمع ما يقرب من 200 بهائي من 17 جماعة بهائية: إيران وباكستان وكوريا الجنوبية واليابان وجنوب شرق آسيا وتونغا وغينيا الجديدة وبابوا وجزر هيبريدس الجديدة وكاليدونيا الجديدة وجزر سليمان وساموا وجزر كوك وفيجي ونيوزيلندا وفورموزا والولايات المتحدة. وكان جزء من الاحتفالات التي أقيمت هو افتتاح موقع الهيكل.

### مدرسة ييرينبول البهائية
منذ نشأتها، كان للدين دور في التنمية الاجتماعية والاقتصادية بدءًا من منح المزيد من الحرية للنساء، وترويج تعليم الإناث باعتباره أولوية، وقد تم التعبير عن هذه المشاركة عمليًا من خلال إنشاء المدارس والتعاونيات الزراعية والعيادات. في عام 1937، احتفل مائة مندوب ومراقب حضروا المؤتمر البهائي الوطني في سيدني بتأسيس مدرسة ييرينبول البهائية التي كانت بجوار «بولتون بليس» التي تأسست قبل عام واحد فقط. تمت إضافة مرافق المطبخ وتناول الطعام في عام 1946. في عام 1947، قدم متحدثان غير بهائيين، وهما هارولد مورتون ‏، وهو مذيع إذاعي من سيدني، والمسلم فاضل (فرانك) خان، عرضًا في المدرسة، وتحولت عائلة خان بعد ذلك بفترة وجيزة. بحلول عام 1963 أصبحت مدرسة ييرينبول البهائية مملوكة بالكامل وتدار من قبل الجمعية الروحية الوطنية. انعقد المؤتمر الوطني الثاني للشباب في ييرينبول عام 1970، وعقدت مؤتمرات الشباب اللاحقة في كانبيرا (1972)، وأديلايد (1973)، وبيرث (1974)، وكانبيرا (1975)، وبريسبان (1976)، وسيدني (1977)، وهوبارت (1978)، وملبورن (1979). في عام 1983، تضمن برنامج المدارس مدارس صيفية وربيعية وخريفية، وثلاثة معاهد تعميق، ومؤتمر دراسات سنوي، وعطلة نهاية أسبوع «الوعي بالعالم الثالث» برعاية شباب البهائيين في سيدني، ومؤتمرات دراسات البهائيين برعاية جمعية البهائيين بجامعة تسمانيا والتي أدت إلى التشكيل الأولي لرابطة الدراسات البهائية في أستراليا والتي كان اجتماعها الأول في ييرينبول. في الآونة الأخيرة، تم تسجيل مدرسة ييرينغبول البهائية رسميًا ككلية غير ربحية في أستراليا تحت اسم مركز ييرينغبول البهائي للتعلم المحدود (YBCL) الذي يدير قسمين من معهد التعليم من أجل السلام في أستراليا، وكلية ييرينبول [الإنجليزية].

### التنمية في الدول الأخرى
تأسس البهائيون في بريسبان في وقت مبكر من عام 1928 ولكن لم يتم انتخاب جمعية روحية محلية إلا في عام 1949. تأسست جمعية بهائية في حرم جامعة كوينزلاند في عام 1961. بحلول عام 1978، كانت هناك جمعيات محلية في مقاطعة ألبرت، وبريسبان، وجولد كوست، وجزيرة مورنينجتون، وجزيرة بالم، ومقاطعة بايونير، ومقاطعة ريدلاند، وتوومبا، وتاونسفيل، بالإضافة إلى مجموعات في جيمبي، وإيبسويتش، وماكاي، ومقاطعة مولجريف ‏، ومقاطعة مورويه، ومقاطعة نوسا، ومقاطعة روكهامبتون وونداي، وكابولتشر في عام 1983. في عام 1987، بلغ عدد الجمعيات المحلية في كوينزلاند 25 جمعية.
في إطار إعادة تركيز الاهتمام على مجتمع ملبورن، تم البدء في تنفيذ مشاريع نشطة وتم إصلاح الجمعية في عام 1948. كان أعضاء الجمعية الروحية المحلية هم إميلي وسيريل إيزي، ورون كوفر ووالدته إيرين كوفر، وفريدا آدامز، والسيدة إي بينيت، والسيدة هولدين جراهام، وإليانور ويلر، وفي هوينكي وبحلول عام 1953 شملت المجتمعات القريبة من ملبورن بالارات وجيلونج، ولكن إعادة التنظيم على طول الحدود المدنية في عام 1957 أدى إلى تقسيم مجتمع ملبورن إلى ملبورن وكامبرويل ومالفيرن وكاوفيلد وأوكلي ومورديالوك وبرايتون.
في جو من التوتر المتزايد بسبب الحرب، زار مسؤولون حكوميون جريتا لامبريل في تسمانيا في أكتوبر 1940 سعياً للحصول على معلومات حول أنشطة المجموعة ومنذ ذلك الحين سعى البهائيون بوعي إلى التعاون مع الحركات الاجتماعية ذات التفكير المماثل وأشركوا الأكاديميين والشخصيات العامة البارزة في ذلك اليوم في اجتماعاتهم العامة. في عام 1945 كانت المجموعة الوحيدة من البهائيين في تسمانيا موجودة في هوبارت – وتتكون من ستة أشخاص. بحلول عام 1949، تمكن مجتمع هوبارت من انتخاب جمعيته الروحية المحلية مع الأعضاء المؤسسين فرانك وميرا براون، ومابل بيلي، وكيت كرودر، وإيلين كوستيلو، وكاثرين هاركوس، وجريتا لامبريل، وكيتي فارو، وبن راينور. زارت شيرين فوزدار تسمانيا في سبتمبر 1952 لإجراء عدة محادثات قبل أن تذهب لتقديم الدين إلى فيتنام في عام 1954. في عام 1958، استضافت جماعة هوبارت مؤتمرًا بهائيًا تسمانيا مع ممثلين من لونسيستون وكلارنس وغلينورشي في يونيو 1957.
في عام 1982، كانت جماعة البهائيين في كانبرا واحدة من خمس جماعات طلب منها بيت العدل الأعظم استضافة مؤتمر لإحياء الذكرى الخمسين لوفاة بهية خانوم.

### المهاجرون الإيرانيون
في عام 1948، تم تصنيف البهائيين الإيرانيين الساعين إلى الهجرة إلى أستراليا على أنهم «آسيويون» وفقًا لسياسة أستراليا البيضاء، وتم منعهم من الدخول وظلت السياسة قائمة إلى حد كبير حتى ستينيات القرن العشرين وتم رفعها في عام 1973. وقد تعزز حجم وتنوع المجتمع في ثمانينيات القرن العشرين عندما فتحت أستراليا أبوابها أمام الفارين من تجدد اضطهاد البهائيين في إيران، والتي توصف بأنها شتات. في عام 1981 أعلن وزير الهجرة عن برنامج مساعدات إنسانية خاص للإيرانيين الراغبين في طلب اللجوء في أستراليا. وبحلول عام 1986، دخل 538 بهائيًا فارسيًا إلى أستراليا في إطار البرنامج، وبحلول عام 1988، وصل نحو 2500 منهم إلى أستراليا إما من خلال برامج المساعدة أو برامج اللاجئين. وبالإضافة إلى الفرس الذين يعيشون بالفعل في أستراليا، شكل الفرس 38% من المجتمع البهائي الأسترالي، حيث تشكلت أغلبية الإيرانيين في 59 من 169 مجتمعًا بهائيًا لديها جمعيات محلية، وفي 19 مجتمعًا بهائيًا، كان أكثر من 75% من الأعضاء من الفرس. انظر أيضًا الأستراليين الإيرانيين.

### معبد سيدني البهائي

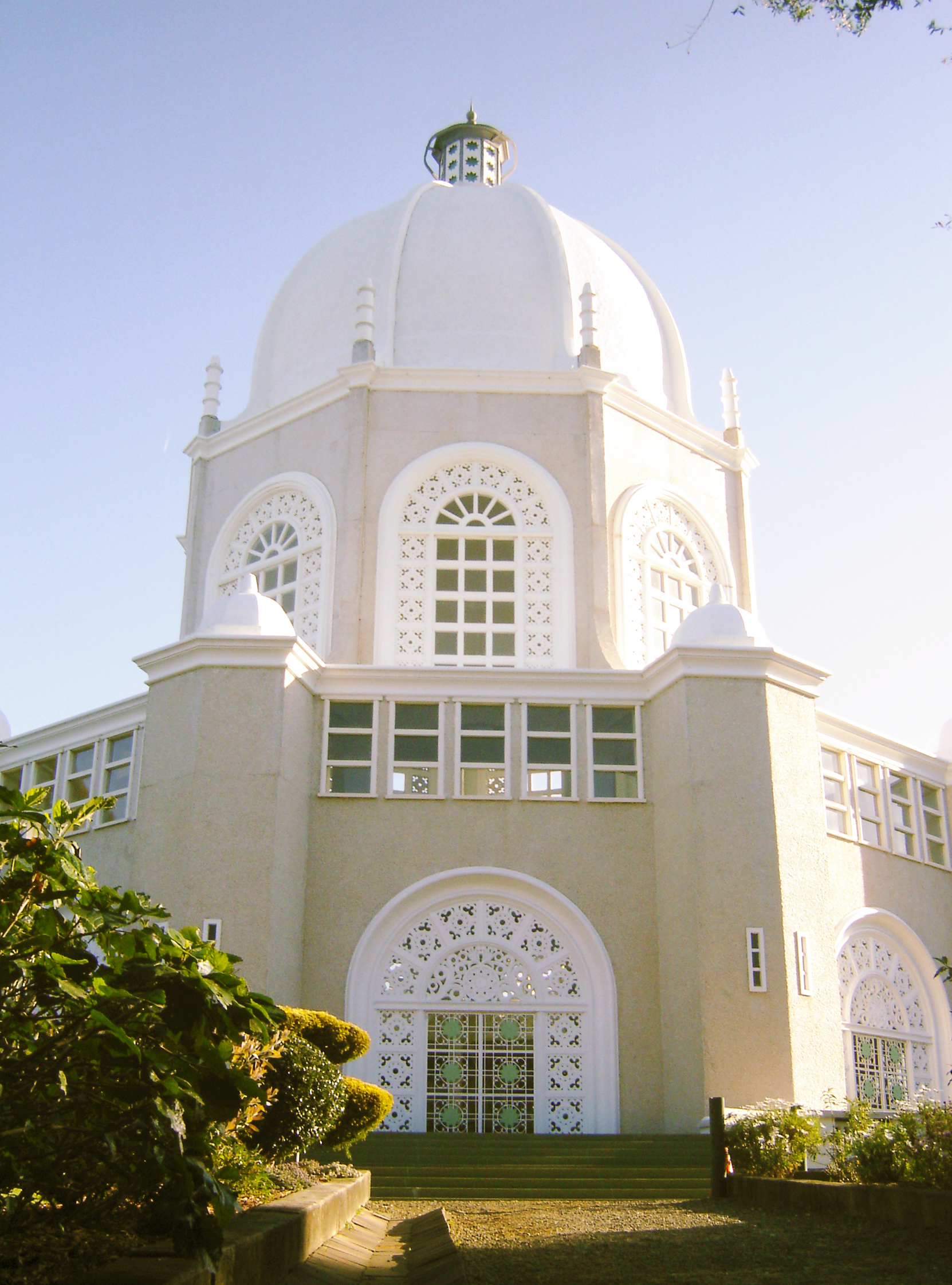
معبد سيدني البهائي

تم افتتاح معبد سيدني البهائي، وهو رابع دار عبادة بهائية في العالم، في 17 سبتمبر 1961 وتم افتتاحه للجمهور بعد أربع سنوات من البناء في ضاحية إنجليسايد في سيدني. تمت الموافقة على التصميم الأولي من قبل تشارلز ماسون ريمي في عام 1957 مع مقاعد لستمائة شخص. يبلغ ارتفاع المبنى 38 مترًا، ويبلغ قطره في أوسع نقطة 20 مترًا، وهو معلم بارز للغاية من شواطئ سيدني الشمالية. تحيط بها حدائق تحتوي على نباتات محلية بما في ذلك نباتات الواراتاس ‏، والعديد من نباتات الجريفيليا بما في ذلك نبات الكالي الفريد، والسنط الأسترالي (أكاسيا)، والكمثرى الخشبية، بالإضافة إلى ثلاثة أنواع من أشجار الكينا. تشمل المباني الأخرى الموجودة في الموقع مركزًا للزوار، ومتجرًا للكتب، ومنطقة نزهة، ونزلًا، وكوخًا للحارس، والمكاتب الإدارية للمجتمع البهائي الأسترالي. يقع العقار في منطقة مرتفعة من الأدغال الطبيعية تبلغ مساحتها 380.000 متر مربع (38 هكتارًا) في إنجليسايد، وهي ضاحية شمالية تطل على المحيط الهادئ. يُعد هذا المعبد بمثابة المعبد الأم لأستراليا.
عُقدت ستة مؤتمرات في أكتوبر 1967 في جميع أنحاء العالم، وقد عرضت نسخة من صورة حضرة بهاء الله في المناسبة المهمة للغاية التي تحتفل بالذكرى المئوية لكتابة حضرة بهاء الله لسوري الملوك (لوح الملوك)، والذي وصفه شوقي أفندي بأنه «أعظم لوح كشف عنه حضرة بهاء الله». بعد اجتماع في أدرنة (أدرنة)، تركيا، سافرت أيادي القضية إلى المؤتمرات، «كلٌّ منهم يحمل أمانةً ثمينة، صورةً للجمال المبارك، والتي سيكون من دواعي سرور الحاضرين في المؤتمرات رؤيتها. وقد نقل أوغو جياتشيري أيادي القضية، هذه الصورة إلى مؤتمر أستراليا في دار العبادة بأستراليا.

## تضاعف المصالح
لقد بذل البهائيون في أستراليا جهودًا في عدد من المصالح – الداخلية وفيما يتعلق بالخطاب المدني في أستراليا. في عام 1975 تأسست مؤسسة النشر البهائية الأسترالية، وفي عام 1984 تم تشكيل الفرع الأسترالي لجمعية الدراسات البهائية. لتمثيل الدين أمام عامة الناس، قام البهائيون بتطوير برنامج تطوعي في المدارس الحكومية/الأسترالية لمدة 30 دقيقة أسبوعيًا في الفصول الدينية (يسمى التعليم الديني الخاص، وهو مفتوح لجميع الأديان). كما قام البهائيون بتطوير حزمة سلام تمت الموافقة عليها من قبل وزارة التعليم والتدريب بالولاية بدءًا من ثمانينيات القرن العشرين. حضر حوالي 6000 طفل في المدارس الابتدائية، أي ما يقرب من 10% من العائلات البهائية، من بين أكثر من 300 مدرسة تديرها الدولة في عام 2007. وبشكل غير رسمي منذ عام 2002، يدير البهائيون في أديلايد (ورسميًا منذ عام 2003 بواسطة الجمعية الروحية المحلية في أديلايد) حدث طعام الروح – وهو برنامج مدته ساعة واحدة مرة واحدة في الشهر لقراءات من نصوص دينية وغير دينية ممزوجة بالموسيقى يؤديها مجموعة متنوعة من الموسيقيين المحترفين في أديلايد في قاعة معرض الفنون في جنوب أستراليا حيث لا يتم طلب أو قبول أي مساهمة مالية ولا يُسمح بأي ترقيات. وقد تطور هذا الحدث منذ ذلك الحين إلى أحداث مماثلة في أماكن أخرى في أستراليا.
ودخل الدين مرحلة جديدة من النشاط عندما صدرت رسالة بيت العدل الأعظم بتاريخ 20 أكتوبر 1983. وحث البهائيين على البحث عن طرق متوافقة مع التعاليم البهائية، والتي يمكنهم من خلالها المشاركة في التنمية الاجتماعية والاقتصادية للمجتمعات التي يعيشون فيها. في عام 1979، كان هناك 129 مشروعًا بهائيًا للتنمية الاجتماعية والاقتصادية معترفًا بها رسميًا في جميع أنحاء العالم. وبحلول عام 1987، ارتفع عدد مشاريع التنمية المعترف بها رسميا إلى 1482 مشروعا.
بمناسبة العام الدولي للشعوب الأصلية، نظمت الجمعية الأسترالية للدراسات البهائية مؤتمرها السنوي في عام 1993 (في جامعة كوينزلاند) حول موضوع متعلق بالشعوب الأصلية يتمثل في بناء فهم إيجابي للملكية الأصلية. في عام 1993، شاركت قبيلة أرينتي في رعاية احتفال بين الثقافات بعنوان نداء قلب أستراليا. في عام 1997، أصدرت جمعية الدراسات البهائية كتابًا بعنوان الشعوب الأصلية: في أعقاب مابو كمتابعة (انظر مابو ضد كوينزلاند ‏). وفي ختام العقد الدولي للأمم المتحدة للشعوب الأصلية (1993–2004)، عقدت مؤتمرًا آخر (في جامعة ماكواري) ولكن هذه المرة ضمنت أعلى مستوى من المشاركة من قبل المشاركين الأصليين والمتحدثين الرئيسيين وأكبر عدد ممكن من المشاركات والمتحدثين الرئيسيين وأولويات أخرى مماثلة من أجل سماع آراء واحتياجات الشعوب الأصلية ومناقشتها بجدية والاستفادة منها عمليًا.
في عام 2003، أدلت الجماعة البهائية الأسترالية بشهادتها دعماً لمشروع قانون لجنة حقوق الإنسان الأسترالية لعام 2003، مقترحةً أن تتم مراجعة أحكامه في ضوء مبادئ باريس. وفي عام 2005، أدلت المنظمة بشهادتها أمام لجنة حقوق الإنسان والفرص المتساوية في أستراليا، حيث قدمت اقتراحات بشأن مجموعة متنوعة من القضايا التي تؤثر على التحديات التي تواجه المساواة في الحقوق والعمل/التوظيف والأجر مقابل العمل. في عام 2007، قدمت شبكة وومن سبيك [الإنجليزية] التابعة لجمعية الشابات المسيحيات في أستراليا ورقة إلى الحكومة الأسترالية من خلال المكتب الفيدرالي للمرأة إلى الوفود التي توجهت إلى لجنة الأمم المتحدة المعنية بوضع المرأة. ويشير بيانهم إلى أن معظم مجموعات النساء لم تعتقد أن دور الرجال والفتيان في تحقيق المساواة بين الجنسين قد أثار خيال العديد من المنظمات المشاركة في شبكة وومن سبيك. وقد حددوا استثناءً بارزًا لهذا الموقف وهو مكتب المساواة في المجتمع البهائي الأسترالي حيث يلعب العديد من الرجال في المجتمع البهائي دورًا نشطًا في العمل نحو المساواة بين الجنسين.

## التعرض الوطني
منذ ثمانينيات القرن العشرين فصاعدًا، أصبح العديد من الشخصيات المرتبطة بالدين البهائي شخصيات وطنية في أستراليا. وبفضل العضوية المتزايدة، برزت هذه الديانة من غياهب النسيان في أستراليا على المستوى الوطني. ربما تكون العلامة الأولى لهذا الظهور هو خريج جامعة سيدني، توم برايس. كان المدير الموسيقي لجوقة معبد سيدني البهائي في أستراليا لمدة 14 عامًا وأصبح معروفًا في أستراليا عندما أنتج وشارك في كتابة ألبوم عادات سيئة المزدوج البلاتيني للمغني بيلي فيلد، والذي كان الألبوم الأكثر مبيعًا في أستراليا في عام 1981. وفي نهاية المطاف أصبح برايس مديرًا لجوقة مكونة من 420 صوتًا وأوركسترا سيمفونية مكونة من 90 قطعة لمؤتمر البهائيين العالمي الثاني في نيويورك عام 1992 والعديد من الأحداث البارزة الأخرى. في عام 1986 انضم جاك مالاردي وزوجته، الزعيمان القبليان للكارادجاري، إلى الدين. في منتصف وأواخر تسعينيات القرن العشرين، أضافت كاثي فريمان بعض الوعي بالدين في أستراليا باعتبارها إحدى الفائزات بالميدالية الأولمبية من السكان الأصليين والتي نشأت كبهائية. في عام 2001، أضافت الطبعة الثانية من المرجع العملي للتنوع الديني للشرطة العملياتية وخدمات الطوارئ ‏ الديانة البهائية في تغطيتها للأديان في أستراليا. دراما طبية تلفزيونية تسمى إم دي إيه – الدفاع الطبي الأسترالي ‏، والتي تم بثها في 23 يوليو 2002 حتى عام 2005 مع شخصية بهائية مستمرة، ليلى يونج، لعبت دورها الممثلة غير البهائية بيترا يارد ‏. وكان لوك ماكفارلين لاعب كرة قدم أستراليًا بارزًا، وقد ذكر معتقداته الروحية في أسباب روحه الرياضية. في عام 2015 ظهرت مقالات إخبارية تتناول أشخاصًا مختلفين – مغني، وعائلة لاجئة، وشيخ مجتمع.

## الحجم والتركيبة السكانية
كان تعداد عام 1996 يتضمن سؤالاً اختياريًا حول الدين أجاب عليه 74% من المستجيبين، ومن بينهم 8947 أشاروا إلى أنهم بهائيون. تم إحصاء المجتمع حسب تعداد عام 2001 بحوالي 11،000 فردًا. أفادت بيانات التعداد السكاني لعام 2016 بوجود 13،988. تشير تقديرات جمعية أرشيف بيانات الأديان (التي تعتمد على قاعدة بيانات المسيحيين العالميين) إلى وجود حوالي 19365 بهائيًا في عام 2010.
كان مجتمع وايت هورس يضم حوالي 200 بهائي في عام 2008. في عام 1998، احتفل البهائيون في ولاية فيكتوريا بالذكرى الخامسة والسبعين لتأسيسهم، وأحصوا ما يقرب من 1600 من البالغين والشباب والأطفال، منظمين في أكثر من 50 مجتمعًا، مع 29 جمعية محلية في منطقة ملبورن الحضرية مع أحداث عامة يحضرها مئات الأشخاص.
في عام 2008 اقتربت الجماعة البهائية التسمانية من افتتاح مركزها البهائي في هوبارت مع التجمعات في كلارنس وديفونبورت وغلينورشي وكينغبورو ولونسيستون وأكثر من 300 في الجزيرة.

## المنشورات
- Letters from the Guardian to Australia and New Zealand Author: Shoghi Effendi, Source: Australia, 1971 reprint.
- Arohanui: Letters from Shoghi Effendi to New Zealand Author: Shoghi Effendi Source: Baháʼí Publishing Trust of Suva, Fiji Islands, 1982 edition.
- The History of the Baháʼí Faith in Australia (flash video)
- The Randwick Bahai Community The Randwick Bahai Community: a A Survey of 75 years, by Graham Hassall, published by the Local Spiritual Assembly of the Baháʼís of Randwick, Oct 1997.

## وصلات خارجية
- الموقع الرسمي
  - جماعة البهائيين في كانبرا
  - جماعة البهائيين في الساحل الشمالي الأقصى
  - جماعة ميلفيل البهائية
  - جماعة البهائيين في بيرث
  - جماعة شيل هاربور البهائية
- غذاء الروح، مبادرة من المجتمعات البهائية في جنوب أستراليا وفيكتوريا وغرب أستراليا.
- مركز ييرينبول البهائي للتعلم (مدرسة ييرينغبول البهائية سابقًا)
- الشباب البهائي الأسترالي بوابة إلكترونية.
- جمعية البهائيين بجامعة ملبورن
- جمعية البهائيين بجامعة ولونغونغ
- مهرجان البهائيين الكورالي